# 奧爾森冰原島峰
74°55′S 162°28′E / 74.917°S 162.467°E
奧爾森冰原島峰（英語：Olson Nunatak），是南極洲的冰原島峰，位於維多利亞地中斯科特海岸的里維斯冰川終點南面，處於傑拉許山以北7公里，美國地質調查局根據測量和該國海軍的空中照片繪入地圖，現時由南極條約體系管理。